# Галли да Бибьена, Карло
Карло Галли да Бибьена, или Биббиена (итал. Carlo Galli da Bibbiena; 1728, Вена — 1787, Болонья) — австрийский архитектор и театральный декоратор итальянского происхождения, рисовальщик, живописец и гравёр. Представитель большой семьи театральных декораторов, рисовальщиков-орнаменталистов. Карло был последним известным представителем семьи Галли да Бибьена тосканского происхождения.

## Жизнь и творчество

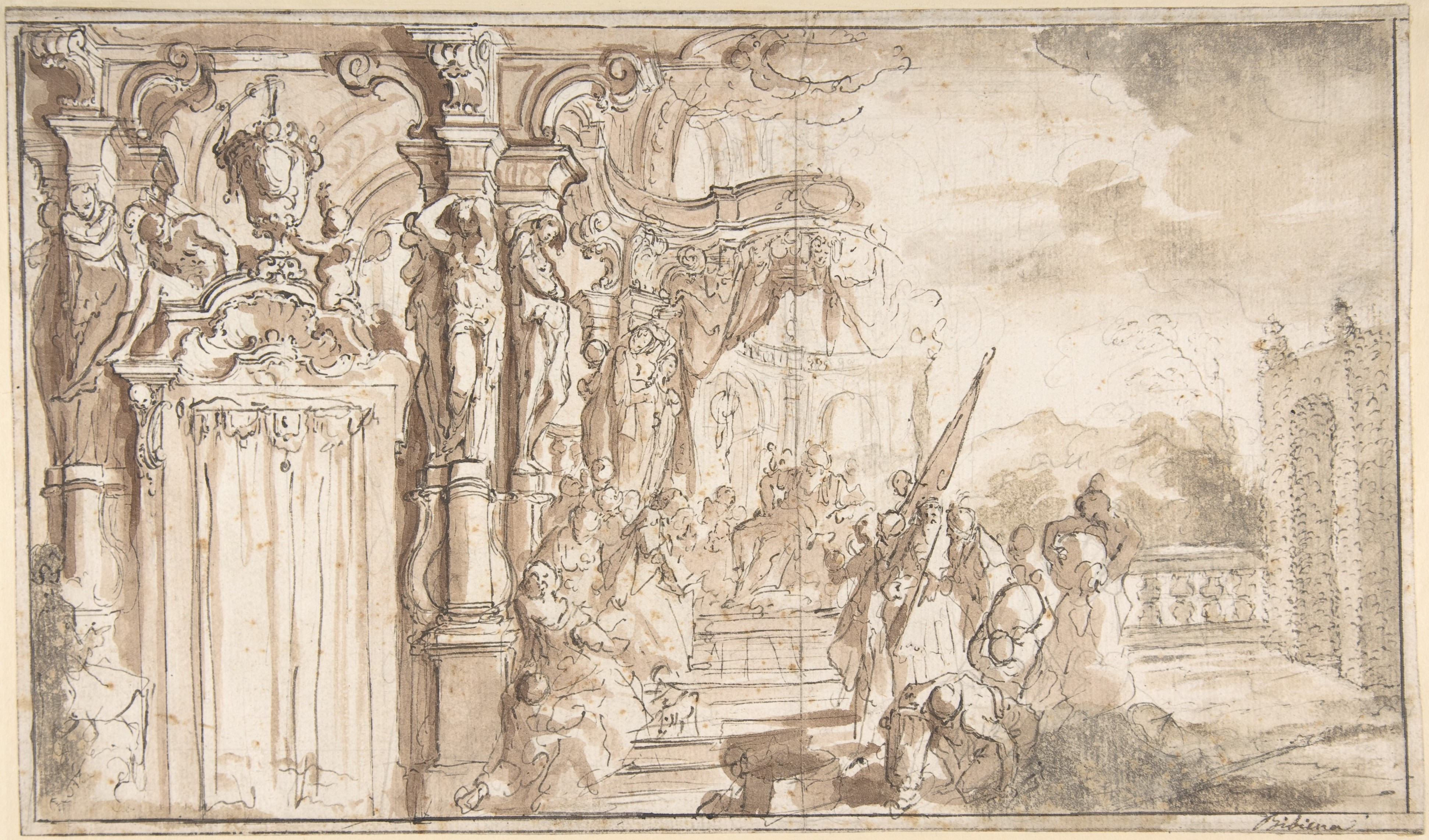
Эскиз декорации для сцены «Соломон принимает царицу Савскую под балдахином» с фантастической архитектурой и садовым пейзажем. Между 1728 и 1778. Бумага, тушь, перо, кисть. Метрополитен-музей, Нью-Йорк

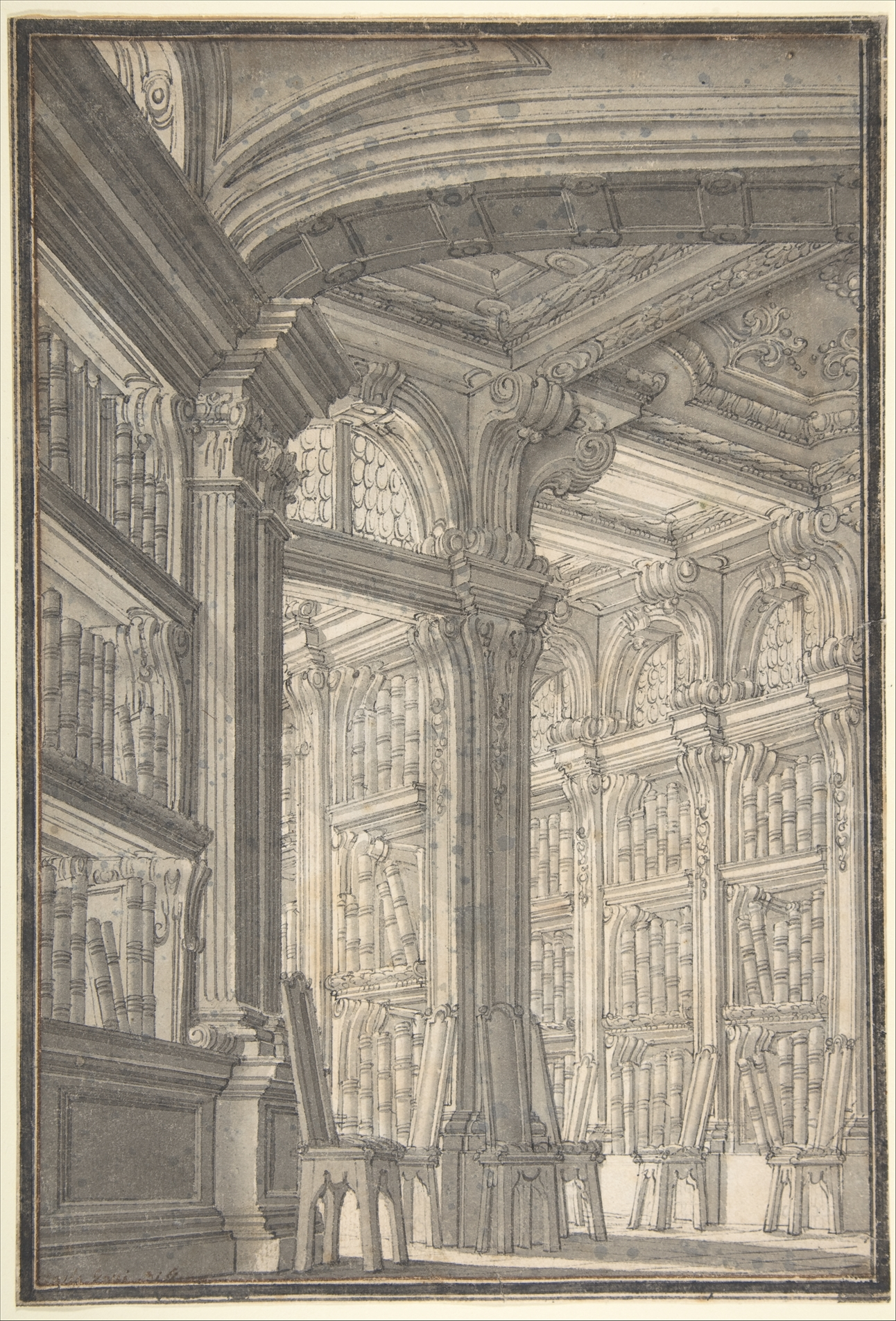
Интерьер библиотеки. Между 1728 и 1778. Бумага, тушь, перо, кисть. Метрополитен-музей, Нью-Йорк

Карло Галли Бибьена был сыном Джузеппе Галли да Бибьена (1696—1756), и внуком Фердинандо Галли да Бибьена (1657—1743). Он учился у отца, путешествуя вместе с ним по различным европейским городам. Оперный театр в Байрейте (Markgräfliches Opernhaus) — один из лучших театров эпохи барокко в Европе был спроектирован Джузеппе Галли да Бибьена при содействии Карло, который впоследствии сам заботился о перестройке и совершенствовании здания. Карл, как и его отец, также работал при разных дворах Европы, останавливаясь, в частности, в Брауншвейге и Мюнхене.
Он ненадолго задержался в Италии, продолжал скитаться между Францией, Англией (1763) и Нидерландами, и снова вернулся в Италию. В 1770 году работал в Неаполе, в этом городе он находился под влиянием архитектурных тем, заданных Луиджи Ванвителли, с последним Карло Галли начал сотрудничество, участвуя в различных проектах по обновлению архитектуры Неаполитанского королевства.
В 1771 году он работал в Казерте, а в следующем году в Неаполе — вместе с Луиджи Ванвителли и Карло Ванвителли ему было поручено организовать празднование крещения Марии Терезы Каролины Бурбонской. Сцены были разыграны в небольшом театре Палаццо Берио, реконструированном и расширенном Луиджи и Карло Ванвителли, а театральные сцены были поручены Карло Галли да Бибьена.
После смерти Ванвителли Карло Галли работал при дворах северо-восточной Европы, в частности в Стокгольме (1774). В 1776—1778 годах «последний из Бибиен», как его называли в России, работал в Санкт-Петербурге.
Карло Галли вернулся в Италию, где оставался до своей смерти в Болонье в возрасте около 59 лет (согласно Британской энциклопедии, он умер во Флоренции).
Творчество Карло Галли не считается оригинальным, «при высоком профессионализме оно лишено яркости дарования, присущей отцу и деду. В большой семье талантливых мастеров он был типичным эпигоном, более или менее удачно повторявшим художественные идеи своих предшественников».